# Caspar Maria Grod
Caspar Maria Grod (* 1878; † 31. Dezember 1931) war ein deutscher Architekt.

## Leben
Grod betrieb ein Architekturbüro in Essen, das sich vor allem auf Siedlungsbau spezialisiert hatte. Büropartner waren Wilhelm Lang (Lang & Grod) sowie Leo Kaminski. Vor bzw. während des Ersten Weltkriegs entwarf er die Siedlungen Bissingheim und Wedau in Duisburg, die überwiegend von den Eisenbahnern aus Wedau bewohnt wurden. 
1913 erhielt Grod von der Gemeinnützige Wohnungsgesellschaft AG (heute GAG Immobilien) in Köln den Auftrag zur Planung der Siedlung Bickendorf I. Für deren Ausführung stellte er 1916 Wilhelm Riphahn ein. Von 1925 bis zu seinem frühen Tod 1931 unterhielt er gemeinsam mit Wilhelm Riphahn (1889–1963) das Büro Riphahn & Grod in Köln, das in dieser Zeit für einige der wichtigsten Bauten und Siedlungen in Köln verantwortlich zeichnete. Zu diesen gehört die Siedlung Kalkerfeld, heute Köln-Buchforst.
Grods Schaffen zeugt von einer Übernahme von Idealen aus der englischen Gartenstadt-Bewegung. Anstelle von engen, düsteren Wohnblocks sollten die Menschen von „Lich, Luff un Bäumcher“ profitieren, die Grod und Kaminskis Entwurf den neuen Bewohnern in Bickendorf I bot. Aufgrund von steigendem Bedarf nach Wohnraum nach dem Ersten Weltkrieg entwickelten sich Grods folgende Planungen weg von Einfamilienhäusern hin zu Mehrfamilienhäusern sowie der effizienten Nutzung von Baustoffen und technisierten Bauverfahren.
Während des Ersten Weltkriegs war Caspar Maria Grod zeitweise Geschäftsführer der Kondor Flugzeugwerke in Essen.

## Bauten (unvollständig)
bis 1925
- 1911–1915: Duisburg, Gartenstadt Wedau
- 1911–1918: Ahlen, Zeche Westfalen, Schacht I/II (mit W. Lang)
- 1911–1924: Ahlen, Zechensiedlung Neustadt (mit W. Lang, nach Vorgaben von Joseph Stübben)
- 1913–1918: Köln, Siedlung Bickendorf I (mit Leo Kaminski)
- 1914 ff.: Köln, Siedlung Mauenheim, Vorplanung
- 1916: Duisburg, Siedlung Bissingheim

mit Riphahn & Grod, Köln
- 1925ff: Köln, Siedlung Bickendorf II
- 1926/1927: Köln-Buchforst, Siedlung Blauer Hof
- 1925–1931: Köln-Zollstock, Siedlung Zollstock
- 1926, 1929–32: Köln-Buchforst (damals: Kalkerfeld), Siedlung Weisse Stadt
- 1927: Köln, Umbau der Bastei, (err. 1924 von W. Riphahn)
- 1927–1929: Karlsruhe, Siedlung Dammerstock, Hausgruppen 4 und 14
- 1930: Köln, Büro- und Geschäftshaus Indanthren-Haus
- 1930/1931: Köln-Buchforst, Kath. Pfarrkirche St. Petrus Canisius
- 1931: Köln, UFA-Palast, Hohenzollernring 22–24